# Aloândia
Aloândia är en kommun i Brasilien.   Den ligger i delstaten Goiás, i den sydöstra delen av landet, 270 km sydväst om huvudstaden Brasília. Antalet invånare är 2 044. Arean är 102 kvadratkilometer.
Terrängen i Aloândia är platt söderut, men norrut är den kuperad.
Omgivningarna runt Aloândia är huvudsakligen savann. Runt Aloândia är det glesbefolkat, med 13 invånare per kvadratkilometer.